# 王戎 (唐朝)
王戎（?—?），隋朝末年唐朝初年楚帝林士弘的部下。
大业十三年（617年），林士弘自称皇帝，国号楚，建元太平，以王戎为司空。武德五年（622年）林士弘派他弟弟鄱阳王林药师攻打循州（今广东省惠州市东），唐朝循州刺史杨世略斩杀林药师。王戎以南昌州（今江西省永修县西北）投降唐朝，拜为南昌州总管、刺史。林士弘於十月廿一日，也请求投降。随即又逃入安成的山洞，王戎于是召林士弘藏在家中，招揽旧兵，更谋作乱。林士弘死後，他的部下便散去。武德六年（623年）四月，张善安攻陷孙州（今江西省南昌市新建区长堎镇），捉住总管王戎后撤军。